# Association Sportive Cannes Volley-Ball 2021-2022 (maschile)
Questa voce raccoglie le informazioni riguardanti l'Association Sportive Cannes Volley-Ball nelle competizioni ufficiali della stagione 2021-2022.

## Organigramma societario
Area direttiva
- Presidente: Jerome Rousselin
- Team manager: Arnaud Josserand

Area tecnica
- Allenatore: Horacio Dileo (fino al 14 dicembre 2021), Nikola Matijašević[1] (dal 14 dicembre 2021)

## Rosa
| N° | Nome                 | Ruolo | Data di nascita  | Nazionalità sportiva |
| -- | -------------------- | ----- | ---------------- | -------------------- |
| 1  | Aleksa Batak         | P     | 18 gennaio 2000  | Serbia               |
| 1  | Christian Fromm      | S     | 15 agosto 1990   | Germania             |
| 2  | Daniel Gruvaeus      | S     | 20 agosto 1999   | Svezia               |
| 3  | Romain Brégent       | C     | 23 luglio 2002   | Francia              |
| 4  | Allan Tschupp        | P     | 24 gennaio 2002  | Francia              |
| 5  | David Sossenheimer   | S     | 21 giugno 1996   | Germania             |
| 6  | Rodrigue Manuohalalo | C     | 22 novembre 1996 | Francia              |
| 7  | Oleksiy Klyamar      | S     | 11 aprile 1987   | Ucraina              |
| 8  | Danilo Gelinski      | P     | 13 marzo 1990    | Brasile              |
| 9  | Danijel Koncilja     | C     | 4 settembre 1990 | Slovenia             |
| 10 | Okan Demiryurek      | L     | 2 gennaio 2002   | Francia              |
| 11 | Wyllan Annicette     | O     | 19 novembre 2000 | Francia              |
| 12 | Krasimir Georgiev    | C     | 13 febbraio 1995 | Bulgaria             |
| 13 | Xavier Battelli      | C     | 8 agosto 2000    | Francia              |
| 14 | Jérémie Mouiel       | L     | 4 maggio 1995    | Francia              |
| 15 | Gabriele Nelli       | O     | 4 dicembre 2003  | Italia               |
| 15 | Jhon Wendt           | O     | 15 gennaio 1994  | Francia              |
| 17 | Amusia Tafilagi      | C     | 13 agosto 2003   | Francia              |
| 17 | Filip Cvetićanin     | C     | 19 giugno 1996   | Portogallo           |
| 18 | Ronald Jiménez       | O     | 18 gennaio 1990  | Colombia             |
| 19 | Nikolaj Penčev       | S     | 22 maggio 1992   | Bulgaria             |
| 20 | Jeffrey Menzel       | S     | 31 ottobre 1988  | Stati Uniti          |
| -  | Tomas Manessier      | S     | 9 marzo 1998     | Francia              |